# Bathophilus vaillanti
Bathophilus vaillanti es una especie de pez de la familia Stomiidae en el orden de los Stomiiformes.

## Morfología
• Los machos pueden llegar alcanzar los 18 cm de longitud total.

## Hábitat
Es un pez de mar y de aguas profundas que vive hasta 4.900 m de profundidad.

## Distribución geográfica
Se encuentra en el  Atlántico oriental (desde Portugal hasta Mauritania), el Atlántico occidental (desde los Estados Unidos hasta las Bahamas ), el Atlántico noroccidental (Canadá) y el suroeste del Pacífico (Nueva Zelanda ).